# Juillet 1826

## Événements
- 4 juillet, États-Unis : Thomas Jefferson et John Adams décèdent.

- 13 au 25 juillet, Russie : procès des décembriste. Cinq condamnations à mort, dont Pavel Ivanovitch Pestel, Sergey Muravyov-Apostol et Konchatij Ryleïev, plus de cent déportations en Sibérie.

- 15 juillet : Fondation de la Troisième section de la Chancellerie Impériale par Nicolas Ier de Russie

- 16 juillet : attaque de la Transcaucasie russe par le chah d’Iran. Début de la guerre russo-perse, la Russie s'empare des provinces arméniennes (fin en 1828).

- 26 juillet : un instituteur déiste est pendu à Valence par une junta de fé. C’est la dernière victime de l’Inquisition en Espagne.

## Naissances
- 7 juillet : Charles Todd (mort en 1910), astronome et télégraphiste anglais.
- 13 juillet : Stanislao Cannizzaro (mort en 1910), chimiste italien.
- 29 juillet : Karl Mayer-Eymar (mort en 1907), paléontologue et géologue suisse.

## Décès
- 4 juillet :
  - John Adams, deuxième Président des États-Unis (° 1735).
  - Thomas Jefferson, troisième Président des États-Unis (° 1743).
- 5 juillet
  - Joseph Louis Proust (né en 1754), chimiste français.
  - Thomas Stamford Raffles (né en 1781), militaire et naturaliste britannique.
- 18 juillet : Joseph Zayonchek, général.
- 22 juillet : Giuseppe Piazzi (né en 1746), astronome, mathématicien et ecclésiastique italien.